# Jehan Buhan
Jehan Buhan (n. 5 aprilie 1912, Bordeaux, Franța – d. 14 septembrie 1999, Bordeaux, Franța) a fost un scrimer olimpic francez specializat pe floretă și spadă.
A fost laureat cu trei medalii de aur la două ediții ale Jocurilor Olimpice, Londra 1948 și Helsinki 1952. A fost triplu campion mondial pe echipe, o dată la spadă și de două ori la floretă, și triplu campion mondial universitar (în 1933, 1935 și 1937).
Licențiat în drept și absolvent al Școlii de Studii Comerciale din Bordeaux, a lucrat ca negustor de vinuri. După ce s-a retras din cariera sportivă, a fost vicepreședinte al Comitetului Internațional Olimpic și al Federației Internaționale de Scrimă.

## Legături externe
- en Jehan Buhan la Olympedia.org